# Katie Robinson
Katie Robinson (* 8. August 2002) ist eine englische Fußballspielerin. Die Spielerin steht bei Brighton & Hove Albion unter Vertrag und spielt seit 2022 für die englische Nationalmannschaft.

## Werdegang

### Vereine
Robinson begann mit dem Fußballspielen in der Bristol City academy. Im Oktober 2018 spielte sie erstmals in der FA Women’s Super League für Bristol. In der Saison 2018/19 wurde sie insgesamt siebenmal eingewechselt. In der folgenden Saison waren es zehn Einsätze, davon drei in der Startelf. Am Ende der Saison lehnte sie eine Vertragsverlängerung ab. Im Juli 2020 erhielt sie einen Vertrag bei Brighton & Hove Albion, wo sie unter der ehemaligen Nationaltrainerin Hope Powell spielen konnte. Nach nur einem Saisonspiel erlitt sie im September im Training einen Kreuzbandriss, durch den sie für den Rest der Saison ausfiel. Nach sechs Spielen der Saison 2021/22 wurde sie an den Zweitligisten Charlton Athletic ausgeliehen. Zur Saison 2022/23 kehrte sie zu den Seagulls zurück und kam in allen 22 Ligaspielen zum Einsatz, wobei ihr vier Tore gelangen. Als Tabellenvorletzte vermieden sie knapp den Abstieg.
Die UEFA zählte sie 2023 zu den zehn vielversprechendsten jungen Fußballerinnen.

### Nationalmannschaft
Im September 2018 nahm sie mit der U-17-Mannschaft an der ersten Qualifikationsrunde zur U-17-Fußball-Europameisterschaft der Frauen 2019 teil. Mit Siegen gegen Moldau (6:0), Aserbaidschan (7:0) und Island (2:0), wozu sie drei Tore beisteuerte, qualifizierten sie sich bei einem Turnier in Moldau für die Eliterunde. Auch diese war kein Stolperstein, denn im März 2019 konnten sie bei einem Turnier in Ungarn auch gegen  Georgien (8:0), Ungarn (3:0) und Griechenland (2:0) gewinnen und damit die Endrunde erreichen. Bei der Endrunde im Mai 2019 in Bulgarien verloren sie das erste Spiel gegen Deutschland mit 0:4. Zwar konnten sie die beiden folgenden Spiele gegen Österreich mit 2:1 und die Niederlande mit 2:0 gewinnen, da aber die Niederländerinnen gegen Deutschland  und beide gegen Österreich gewannen, waren die drei Mannschaften punktgleich, die Engländerinnen hatten aber die schlechtere Tordifferenz und schieden damit aus.
Im November 2022 wurde sie erstmals zu zwei Freundschaftsspielen der A-Nationalmannschaft eingeladen. Ihren ersten Einsatz hatte sie am 15. November gegen Norwegen, als sie in der 83. Minute eingewechselt wurde. Es folgten zwei Einsätze beim Arnold Clark Cup 2023, wo sie beim 2:1 gegen Italien in der Startelf stand und bis zur 63. Minute mitspielte. Beim 4:0 gegen Südkorea wurde sie dagegen erst in der 81. Minute eingewechselt. Auch bei der ersten Austragung der UEFA-CONMEBOL Women’s Finalissima gegen Südamerikameister Brasilien kam sie zum Einsatz, allerdings erst in der 88. Minute.
Am 31. Mai 2023 wurde sie als eine von 23 Spielerinnen für die WM-Endrunde in Australien und Neuseeland nominiert. Sie ist die jüngste Spielerin im Kader.

## Erfolge
- Arnold-Clark-Cup-Siegerin 2023
- Women’s Finalissima-Siegerin 2023